# Пропионат кобальта(II)
Пропионат кобальта(II) — неорганическое соединение,
соль кобальта и пропионовой кислоты с формулой Co(C2H5COO)2,
растворяется в воде,
образует кристаллогидраты — тёмно-красные кристаллы.

## Физические свойства
Пропионат кобальта(II) образует кристаллы.
Растворяется в воде и этаноле.
Образует кристаллогидрат состава Co(C2H5COO)2•3H2O — тёмно-красные кристаллы.